# 她來了
《她來了》是由英國廣播公司第四台製作的短篇喜劇節目，於2018年10月16日播出。該節目是由編劇Shaun Pye本人在女兒出生時經歷的狀況得到靈感編寫而成，現實中Shaun Pye的女兒出生時患有染色體畸變。Miley Locke在劇中扮演有學習障礙的Rosie，但她本身並非為學習障礙孩童，在該劇募集演員時，曾經有學習障礙的小孩來試鏡，但劇組與心理學家討論過後，不建議由學習障礙的小孩來演出，因為需要長時間拍攝的狀況下對於有學習障礙的孩童來說並不適合。

## 演員名單
- Miley Locke 飾演 Rosie Yates，男女主角的女兒，九歲，有學習障礙，無法正常語言溝通，當她不願意做一件事情時，會透過激烈的肢體及情緒來反抗。
- 大衛·田納特飾演Rosie的父親Simon Yates。2006年時，常常透過喝酒來逃避照顧Rosie。
- 潔西卡·海尼斯（英语：Jessica_Hynes）飾演Rosie的母親Emily Yates。大部分時間幾乎都是由她負責照顧Rosie。
- Edan Hayhurst飾演Rosie的哥哥Ben Yates。大兒子，是個正常的乖巧孩子，但是常常因為Rosie而被忽視。

## 各集列表
| 集數 | 標題              | 首播時間       | 收視率 |
| ---- | ----------------- | -------------- | ------ |
| 1    | Rosie的一天       | 2018年10月16日 | 0.98   |
| 2    | 泡泡浴西洋棋      | 2018年10月23日 | 0.66   |
| 3    | Rosie想要的是什麼 | 2018年10月30日 | 0.69   |
| 4    | 錯誤的爺爺        | 2018年11月6日  | 0.52   |
| 5    | Ben               | 2018年11月13日 | 0.52   |

## 評價
該劇的評價大多正向且讚揚，透過黑色幽默的手法來敘事劇情，以及男女主角將父母內心的過程刻劃出來，雖然有時會讓人難過，但最重要的是用了幽默的手法來敘述一個極其苛刻的故事。 